# Тасос
Тасос (грч. Θάσος []) је грчко острво које се налази у сјеверним Егејима, тј. сјевероисточном дијелу Грчке. Острво чини истоимени округ и општина периферије Источна Македонија и Тракија. Главно место на острву и управо средиште је градић Лименас (Тасос).

## Природни услови
Од македонске обале острво је удаљено свега 8 km, а уједно представља најсјеверније острво грчког архипелага у Егејском мору. Историјски острво припада покрајини Тракија.

### Рељеф
Површина Тасоса износи округло 390 km², што га чини деветим по величини острвом Грчке. Највиши врх, на овоме иначе веома брдовитом острву, јесте мермерни масив Ипсарион (1.206 m). Главном острву, припадају још три веома малена острва: Тасопуло на сјеверној страни, Кинира на источној страни и Панагија на јужној, са укупном површином од 0,4 km² и узвишењима од 60 до 80 m. Обала острва није превише разуђена.

### Геологија и структура тла
Састав централних планина острва углавном чине солне (силикати, алуминати) и кречњачке наслаге, које су се под утицајем спољашњих фактора (притисак, температура...) потпуно преобразиле у кристалне плоче и у стијене различитог састава (од кречњачког до мермерног).

## Историја
Острво су колонизовали Феничани још у старом веку, а на острво су их највјероватније привукле богате златне жиле. Поред њих на острву су живјели и Трачани. Феничани су на Тасосу подигли Херкулов храм, који је у Херодотово вријеме још увијек постојао. Острво је добило име по Тасусу, Фениксовом сину, који је био вођа народа Феничани.
Године 720. п. н. е. или 708. п. н. е. на Тасос су колонизовани Грци са острва Парос. У рату против Сајанаца, једног тракијског племена, Грци са Пароса су преузели власт над острвом предвођени лиричарем и плаћеним ратником, Архилохосом. Потом су Грци проширили своју власт и на тракијско копно, гдје су запосјели руднике злата, много богатије него на самом Тасосу. Из тих извора Тасијанци (Грци са Тасоса) су стекли велико богатство, тако да је по глави долазило 200 или чак 300 талената (антички новац). Херодот, који је једном посјетио Тасос, записао је да су најбогатији рудници злата на острву отворени још за вријеме Феничана, и да се налазе на источној страни острва, која гледа према Самотраки.
Острво је постало значајно током Јонског устанка против Персије, али су становници острва доста пропатили током Персијских ратова. Након слома Милета, 494. п. н. е., јонски вођа је организовао опсаду Тасоса. Опсада му није успјела, али упозорени овом опасношћу, Грци са Тасоса су уложили своје залихе у изградњу ратних бродова и ојачавање својих утврђења. То је прилично узбунило Персијанце, па је њихов цар Дарије наредио Ташанима да му се предају бродови а одбрамбени зидови и утврде сруше. Након грчке побједе над персијским царем Ксерксесом, Ташани су се учланили у Делски савез, али не задуго, због разлика у плаћању пореза ради њихових рудника и развијене трговине ускоро су се побунили.
Атињани под вођством Кимона су их побиједили на мору, и након опсаде која је трајала дуже од двије године, успјели су да освоје престолницу Тасос 463. п. н. е. Присилили су Ташане да поруше своје одбрамбене зидове, да предају ратне бродове, плате одштету те годишњи износ од 21 талента почевши од 449. п. н. е., а по 30 талената од 445. п. н. е. Такође, били су присиљени да напусте своје власништво на копну.
441. п. н. е., за вријеме револуције атинске олигархије (мањина), Тасос се поново побунио против Атине и прихватио је лакедемонијског (спартанског) владара, али 407. п. н. е. представници из Лакедемона су протјерани, те је поново прихваћена власт Атињана под вођством Трасибула.
Послије Битке код Егоспотама, 405. п. н. е., Тасос је поново пао у руке Лакедемона којим је управљао Лисандар. Он је на Тасосу формирао декадархију (врховни орган из десет чланова). Међутим Атина је поново преузела острво, што је био један од главних разлога неслагања између њих и Филипа II Македонског. 340. п. н. е. Филип је постао владар острва. Касније, у сукобу између Римљана и Филипа III Македонског, Тасос се потчинио Филипу, али је његова слобода ипак пала у руке Римљана и тако „слободан“, Тасос је под Римљанима остао све до у Плинијево вријеме. Под Римљанима је острво било од 197. п. н. е., а од 4. вијека Тасос је био под Византијским царством.
Након периода римљанске окупације, Тасос је освојило Османско царство у 1462.-ој години. Султан Махмуд II је острво поклонио Мехмет Алију од Египта, те је острво било у његовом приватном власништву. Године 1914., током Балканских ратова, острво је ослободио грчки адмирал Павлос Кунтуриотис (Pávlos Kountouriótis), па је Тасос, Будимпештанским споразумом, коначно постао дио Грчке.
Антички град Тасос, престоница, некад се налазио на сјеверној страни острва, имао је двије луке, од којих је једна била затвореног типа. Архилохус је описао Тасос као " једну магарећу кичму, прекривену дивљом шумом“. Овај опис је потпуно разумљив када се зна да је острво веома брдовито и богато шумама јеле.
Поред рудника злата, Тасос је у античко вријеме био на гласу и због вина, коштуњавих плодова и трговине.

### Становништво
Број сталних становника на Тасосу износи око 13.000 (2021). Кретање боја становника током прошлих деценија било је следеће:
| Година | Становништво | Промјена | Градско становништво | промјена |
| ------ | ------------ | -------- | -------------------- | -------- |
| 1981.  | 2.312        | -        | -                    | -        |
| 1991.  | 2.600        | -        | 288/12,46%           | 13.527   |

Данашње главно мјесто острва је Лименас или Тасос, иако је антички град Тасос на другој страни острва, док се некадашње главно мјесто острва називало Теологос, а оно се налази у самој унутрашњости острва. Градић Тасос има пар школа, читаоницу, гимназију, цркву и један сквер (plateia).

### Насеља
- Алики
- Астрида
- Велики Принос
- Глифада
- Калирахи
- Кастро
- Кинира
- Лефки
- Ливади
- Лименас или Тасос
- Лименарија
- Макријамос
- Мали Принос
- Маријес
- Нистери
- Ормос Прину
- Панагија
- Парадисос
- Паралија Астридос
- Потамија
- Потос
- Принос
- Псили Амос
- Рахони
- Росонгремос
- Свети Андреј Принос
- Скала Калирахис
- Скала Марион
- Скала Рахониу
- Скала Сотирос
- Скидија
- Сотирас
- Теологос
- Тимонија
- Хриси Амудија

### Привреда
Између осталих чинилаца, туризам представља најзначајнији привредни фактор.
Најпознатије плаже Тасоса су: Плажа у Потосу, Алики, Лименас, Голден бич, Макријамос, Пефкари, Скала Потамиа и Скала Сотирос.
Најважнији производи овога острва су мермер, мед, маслиново уље, узгој оваца, коза и рибарство. Обрада руде цинка и живе почела је 1939. године, а до 1964. вадила се и руда гвожђа. Раније је на острву у функцији била и дрвна индустрија. Тасос, који је некада био познат по своме вину, данас узгаја винову лозу само за властите потребе.

### Манастири и цркве
На острву постоји неколико лепих  манастира. Скоро свако насеље има цркву.
Једна од туристичких атракција је Манастир св. Архангела Михаила на једној литици на југу острва.
Интересантан је и Манастир Успења Пресвете Богородице (Тасос) .

### Галерија
- Лименариа, плажа
- Поглед на Лименас
- Лименас, лука
- Алики
- Алики, плажа
- Сотирос
- Пефкари, плажа
- Село Потамиа
- Таверна
- Једна од плажа
- Тасос, ноћу
- Таверна
- Црква
- Теологос
- Залазак сунца поглед са једне од плажа
- Обала Тасоса поглед са брода
- Тасос једна од усамљених плажа
- Поглед на Потос
- Гиола увала и плажа са купаћима